# Mereni (Covasna)
Mereni (in ungherese Kézdialmás) è un comune della Romania di 1330 abitanti, ubicato nel distretto di Covasna, nella regione storica della Transilvania.
Il comune è formato dall'unione di 2 villaggi: Lutoasa e Mereni.
Mereni è divenuto comune autonomo nel 2004, staccandosi dal comune di Lemnia.